# Орехово-Зуевский уезд
Оре́хово-Зу́евский уе́зд — административно-территориальная единица Московской губернии, существовавшая в 1921—1929 годах. Уездный город — Орехово-Зуево.

## История
Уезд образован постановлением ВЦИК 5 января 1921 года в составе Московской губернии. В него вошли из Богородского уезда Дороховская, Запонорская, Фёдоровская и Теренинская волости; из упраздненного Покровского уезда Владимирской губернии Аннинская, Аргуновская, Жаровская, Короваевская, Кудыкинская, Лемешневская, Липенская, Овчининская, Покров-Слободская, Селищенская и Яковлевская волости.
13 июня 1921 года Аргуновская и Овчининская волости были переданы во вновь образованный Киржачский уезд Владимирской губернии. В 1923 году Лемешневская была переименована в Ленинскую. 7 апреля 1924 года к Ленинской волости была присоединена Селищенская волость, образована Воспушенская волость из бывших Жаровской и Короваевской волостей.
Постановлением президиума ВЦИК от 14 января 1929 года Московская губерния и все её уезды были упразднены, территория уезда вошла в состав Орехово-Зуевского округа Центрально-Промышленной области (с 3 июня 1929 года — Московская область).

## Население
По итогам всесоюзной переписи населения 1926 года население уезда составило 197 676 человек, из них городское — 99 532 человек.